# ムーレイ・ラシード
ムーレイ・ラシード、ムーラーイ・ラシード・ビン・アル＝ハサン（アラビア語: مولاي رشيد بن الحسن, Moulay Rachid, 1970年6月20日 - ）は、モロッコの王子。
父は先代の国王ハサン2世、母はラーラ・ラティファ・ハンム王妃である。